# Sant Climent de l'Espunyola
Sant Climent de l'Espunyola és l'església parroquial de l'Espunyola (Berguedà) inclosa a l'Inventari del Patrimoni Arquitectònic de Catalunya.

## Situació
Està situada a llevant del nucli de l'Espunyola i s'hi accedeix des de la carretera C-26 (de Solsona a Berga). Al km. 134,4 (42° 03′ 13″ N, 1° 46′ 51″ E / 42.053654°N,1.780787°E) es pren la pista de la dreta (senyalitzada "Camí de Sant Climent"). Immediatament es troba un encreuament on cal anar per l'esquerra seguint l'indicador "Sant Climent" i "Rectoria" fins a l'església. Per la dreta es fa cap a la masia dels Quatre Vents.

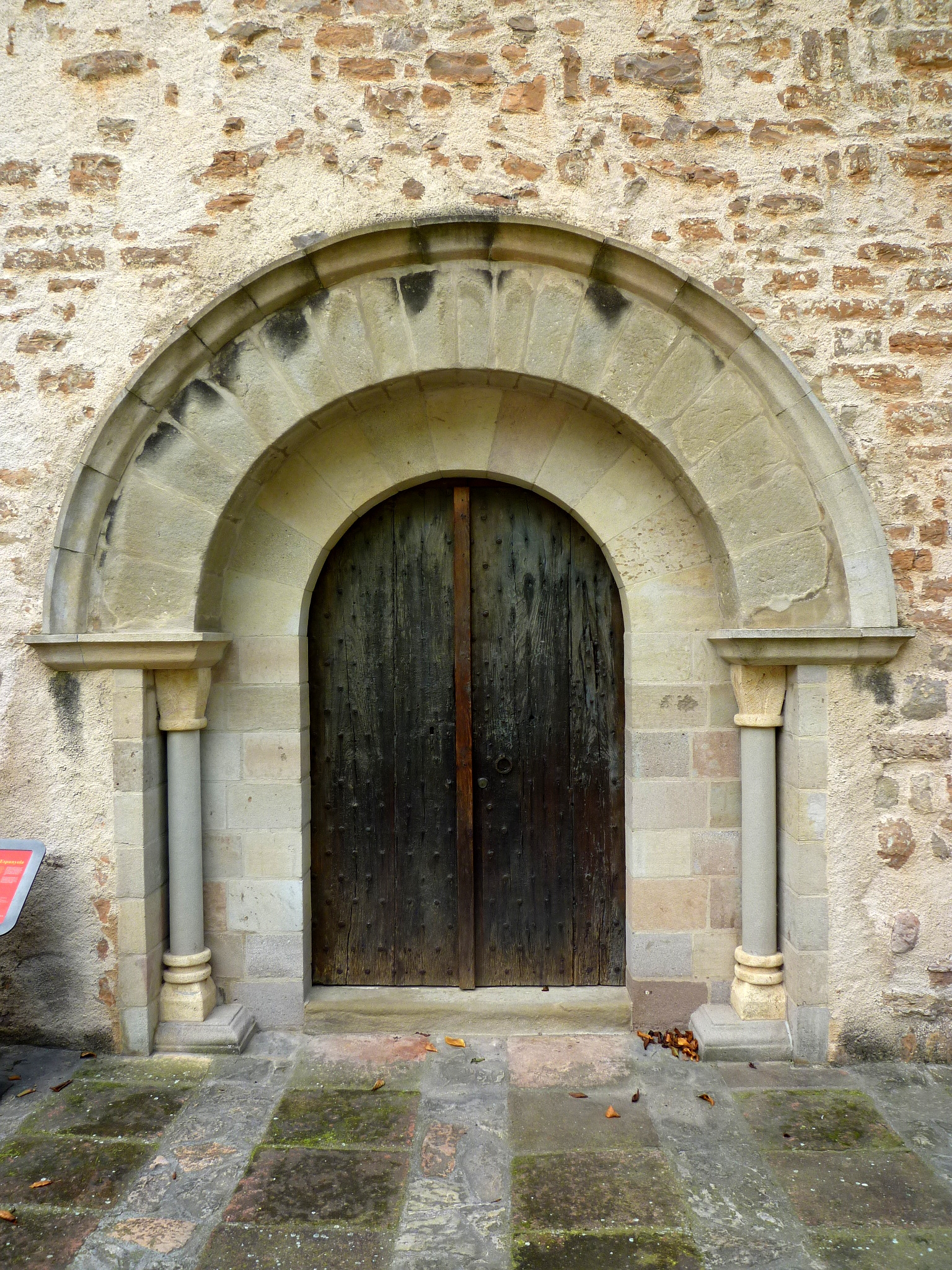
Portada

## Descripció
Església romànica d'una sola nau de planta rectangular amb murs força gruixuts amb un absis semicircular obert a llevant amb una obertura al centre, actualment tapiada. No hi ha cap tipus d'ornament exterior, amb el parament irregular. Aquest, a més, mostra diferències depenent de la zona, prova que l'edifici es reforma fins a tres vegades. Als peus trobem un campanar de secció quadrada. La façana és austera, únicament destaca la portada, un arc de mig punt adovellat i a sobre seu, un òcul. La coberta és a dues aigües.

## Història
Les primeres notícies d'Espunyola daten del segle x. El 900 el bisbe Nantigis d'Urgell consagrà l'església de Sant Salvador de Mata, dins del terme de l'Espunyola. El 24 de juny de 950, la comtessa Adelaida, filla dels comtes de Barcelona, donà l'alou de l'Espunyola al monestir de Sant Joan de les Abadesses. L'alou comprenia el castell, l'església parroquial, les terres i camps de la seva demarcació: primerament advocada a Sant Nicolau, més tard adoptà el nom de Climent, al prendre la titularitat a l'església del castell, passat ja el segle xvi. Les modificacions del segle xviii afectaren l'interior, que fou enguixat, a l'annexió de dues capelles laterals, una sagristia, la rectoria i la façana amb campanar, al segle xix.